# ماريليا
ماريليا (بالإنجليزية: Marília)‏ هي مدينة، وبلدية في البرازيل، تتبع ساو باولو، بلغ عدد سكانها 197٬342  نسمة، في 1 أغسطس 2000، تبلغ مساحتها 1٬170٫054 كيلومتر مربع.

## الموقع
تشترك في الحدود مع:
- Oriente, São Paulo [الإنجليزية]‏
- Júlio Mesquita [الإنجليزية]‏
- Campos Novos Paulista [الإنجليزية]‏.

## أعلام
- فالدير فييرا
- جواو فيتور دي أوليفيرا
- رودريغو سام
- فاغنر روتشا
- ويليام ألفيس
- تيتسوؤو أوكاموتو